# Beck's
Beck's är ett öl som tillverkas av bryggeriet Beck & Co KG i Bremen i Tyskland. Det ägdes av lokala familjer fram till 2002 då företaget såldes till InBev. Beck's har kommit att bli Tysklands största exportöl och licensbryggs av bryggerier i Namibia, Australien, Montenegro, Kina, Rumänien och Turkiet.
Beck's grundades 27 juni 1873 som Kaiserbrauerei Beck & May o.H.G. av Lüder Rutenberg, Heinrich Beck och Thomas May. I oktober 1875 lämnade May företaget och namnet Kaiserbrauerei Beck & Co antogs. Bryggeriet blev tidigt ett stort exportbryggeri och har en smak mer lik utländsk öl än andra tyska ölsorter. Man kunde tidigt exportera mycket genom Bremens stora hamn. Företagets symbol är en spegelbild av Bremens stadsvapen. Vid bryggeriet tillverkas även ölet St. Pauli Girl som inte säljs i Tyskland utan exporteras till USA.